# ISO 3166-2:MY
ISO 3166-2:MY è uno standard ISO che definisce i codici geografici delle suddivisioni della Malaysia; è un sottogruppo dello standard ISO 3166-2.
I codici sono assegnati ai 13 stati e ai tre territori federali del paese, e sono formati da MY- (sigla ISO 3166-1 alpha-2 dello Stato), seguito da due cifre; prima del 2003 il codice era invece formato da MY- più una o due lettere.

## Codici
| Codice | Stato           | Codice precedente |
| ------ | --------------- | ----------------- |
| MY-14  | Kuala Lumpur    | MY-W              |
| MY-15  | Labuan          | MY-L              |
| MY-16  | Putrajaya       | -                 |
| MY-01  | Johor           | MY-J              |
| MY-02  | Kedah           | MY-K              |
| MY-03  | Kelantan        | MY-D              |
| MY-04  | Malacca         | MY-M              |
| MY-05  | Negeri Sembilan | MY-N              |
| MY-06  | Pahang          | MY-C              |
| MY-08  | Perak           | MY-A              |
| MY-09  | Perlis          | MY-R              |
| MY-07  | Penang          | MY-P              |
| MY-12  | Sabah           | MY-SA             |
| MY-13  | Sarawak         | MY-SK             |
| MY-10  | Selangor        | MY-B              |
| MY-11  | Terengganu      | MY-T              |